# Wizball
Wizball es un videojuego escrito por Jon Hare y Chris Yates (quienes formaron la compañía Sensible Software) y editado en 1987 para Commodore 64, ZX Spectrum y Amstrad CPC. También se lanzaron versiones para Commodore Amiga, Atari ST y PC. La música para la versión de Commodore 64 fue compuesta por Martin Galway.
Una secuela más cómica, Wizkid, fue sacada a principios de los 90 para Amiga, Atari ST y PC.

## Argumento
Durante muchos años, Wiz y su gato Catellite, vivían muy contentos en su multicolor mundo WizWorld. Pero no todo iba tan bien como parecía, ya que una fuerza malévola había descubierto este paraíso y quería poner fin al colorido. El malvado Zark y sus horrible sprites han llegado para eliminar el espectro de colores y hacer todo de un gris uniforme. Por tanto, súbete a tu transportador, y con la ayuda de tu amigo Catellite devuélvele toda su gloria a WizWorld.

## Sistema de juego
El tema de Wizball es único. Es un juego con scroll horizontal, en el cual deberás navegar por la pantalla y disparar sprites. Sin embargo, el objetivo del juego es recolectar gotas de pintura para dar color al nivel. Cada nivel empieza monocromo, dibujado en tres tonos de gris, y requiere que sean recolectados tres colores para completarlo. El jugador, un mago que ha tomado la forma de una pelota verde, tiene acceso a tres niveles al mismo tiempo, y puede acceder a cada uno de ellos a través de portales. Cada nivel tiene gotas de un color primario diferente que deberán ser recolectadas. Al mismo tiempo, cada nivel necesita un color más, que puede ser compuesto recolectando suficiente cantidad del color primario correcto.
El mago por sí mismo no es capaz de recolectar las gotas de pintura, e inicialmente está capacitado para realizar movimientos muy limitados, botar arriba y abajo a un ritmo constante, dónde el jugador solo podrá controlar la rotación, y por lo tanto, en qué sentido se moverá después de rebotar en el suelo. Recoger perlas verdes (que aparecen cuando algunos sprites son destruidos) da al jugador tokens que pueden ser usados para comprar mejoras, como un mayor control del movimiento y potencia de disparo mejorada, y también un acompañante llamado Catellite. Catellite es también esférico. Normalmente sigue al mago, pero también puede ser controlado de forma independiente manteniendo la tecla de disparo presionada a la vez que movemos el joystick (que deja al mago sin control de movimiento). Sólo Catellite es capaz de recolectar las gotas de pintura; el jugador tiene que usarlo para ello. En el modo 2-jugadores, Catellite es controlado por el segundo jugador.

## Versiones
La versión para Commodore 64 es la original. Las versiones para Atari ST y Amiga fueron portadas por otros equipos de programación. Las versiones para Amiga y Atari ST fueron modificadas para equilibrar la dificultad: sólo una oleada de enemigos está activa en la pantalla al mismo tiempo, en lugar de varias como en la versión para Commodore 64.

## Secuelas
En 1992 Sensible Software desarrolló la secuela Wizkid que fue lanzada por Ocean Software. Aunque la historia de Wizkid continúa directamente de la de Wizball, los juegos en sí sólo están relacionados entre ellos superficialmente.

## Remake 2007
Más recientemente en 2007, celebrando el 20º aniversario del juego, un remake para Windows y Mac OS ha sido producido por Graham Goring. El sistema de juego del remake está basado en la versión para Commodore 64, con gráficos, música y efectos de sonido actualizados.

## Reconocimiento de la crítica
El juego fue catalogado en 1988 con un Def Award (98%) en Zzap!64, para más tarde coronarlo como Juego de la Década.
En 1987 fue catalogado como Mastergame (92%) en Amstrad Action, Screen Star (96%) en Datormagazin y Medalla de Plata (97%) en Zzap!64, y en 1988 como Screen Star (80%) en Commodore User.

## Puntuación en publicaciones especializadas
Tabla de puntuaciones:
| Publicación              | Plataforma   | Fecha              | Puntuación |
| ------------------------ | ------------ | ------------------ | ---------- |
| Datormagazin             | Commodore 64 | Junio de 1987      | 96/100     |
| Commodore User           | Commodore 64 | Junio de 1987      | 80/100     |
| Zzap!64                  | Commodore 64 | Julio de 1987      | 96/100     |
| Oberoende COMputer       | Commodore 64 | Septiembre de 1987 | 80/100     |
| Amstrad Action           | Amstrad CPC  | Octubre de 1987    | 92/100     |
| Crash                    | ZX Spectrum  | Octubre de 1987    | 92/100     |
| Sinclair User            | ZX Spectrum  | Octubre de 1987    | 100/100    |
| The Games Machine        | ZX Spectrum  | Octubre de 1987    | 80/100     |
| The Games Machine        | Amstrad CPC  | Octubre de 1987    | 65/100     |
| Your Sinclair            | ZX Spectrum  | Noviembre de 1987  | 80/100     |
| MicroHobby               | ZX Spectrum  | Noviembre de 1987  | 70/100     |
| Génération 4             | Atari ST     | Marzo de 1988      | 68/100     |
| The Games Machine        | Atari ST     | Junio de 1988      | 87/100     |
| The Games Machine        | Amiga        | Junio de 1988      | 84/100     |
| Amiga User International | Amiga        | Junio de 1988      | 70/100     |
| Commodore User           | Amiga        | Junio de 1988      | 80/100     |
| Génération 4             | Amiga        | Julio de 1988      | 79/100     |
| Zzap!64                  | Commodore 64 | Noviembre de 1988  | 98/100     |
| CU Amiga-64              | Amiga        | Septiembre de 1989 | 92/100     |
| Zzap!64                  | Commodore 64 | Noviembre de 1989  | 97/100     |
| CU Amiga                 | Amiga        | Abril de 1991      | 87/100     |